# Gottfried Nicolai Angelo
(Theodor) Gottfried Nicolai Angelo (* 9. Oktober 1767 in Schleswig; † 21. Juni 1816 in Kopenhagen) war ein Kupferstecher und Lehrer für das Stechen von Landkarten an der dänischen königlichen Gesellschaft der Wissenschaften. Sein Werk umfasst eine kleine Anzahl Landkarten, Gartenpläne und wenige Porträts.

## Leben
Angelo war ein Sohn des aus Nancy gebürtigen Soldaten Anton Angelo, der seit etwa 1760 in Schleswig als Uhrmacher tätig war und 1801 als Bürger von Schleswig starb. Er erhielt als Jugendlicher in Schleswig Unterricht im Zeichnen. 1780 ging er nach Kopenhagen und absolvierte eine Lehre der Karten- und Schriftstecherei an der königlichen Gesellschaft der Wissenschaften. Sein Lehrer war C. A. Guitaer, die Ausbildung wurde vom König des dänischen Gesamtstaates bezahlt.
Nach dem Tod seines Lehrers übernahm Angelo 1787 dessen Tätigkeit. Bis 1800 fertigte er eine begrenzte Anzahl von Karten, Plänen und Porträts an. 1804 wurde ihm sein Wunsch nach Festanstellung und einer höheren Bezahlung abgeschlagen. Sein Sohn Anton Angelo (1805–1873) wurde Kunstmaler.

## Werke
- Stich des Peter Olivarius Bugge nach Thorvaldsen (1793)
- Titelblatt zu: Oluf Christian Olufsen Oeconomiske Annaler (1797)
- 7 Landkarten dänischer Landstriche nach Vorlage (1798–1806)
- Stich des Rudolf Buchhave nach Poul Ipsen (1798)
- 22 Gartenpläne zu Johan Ludvig Mansa Udkast til haveanlæg i den engelske smak …. (1798)